# Experiência de Tyndall
A Experiência de Tyndall consiste em tomar um bloco de gelo suspenso por dois cavaletes e apoiar um fio (em geral metálico), com dois pesos nas extremidades, sobre o mesmo. O aumento da pressão provocado pelos pesos faz com que a temperatura de fusão do gelo diminua e o gelo abaixo do fio derreta. Com o derretimento, o fio afunda lentamente e a água acima do mesmo volta a congelar (regelo). Pouco a pouco o fio atravessa o bloco sem, ao mesmo tempo, quebrá-lo. E, ao mesmo tempo, sem que ele derreta.